# Dami Àlvarez
Damià Àlvarez Calafell (Vic, 6 de març del 2000), artísticament conegut com a Dami Àlvarez, és un cantant i compositor català. Va fer la seva primera aparició l'any 2016. Un any més tard, al 2017, va començar a fer aparicions a televisions i ràdios.

## Carrera musical[calcitació]
Des de petit li agradava molt la música i començar a anar d'amagat al local d'assaig a escoltar com assajava el seu pare, Oge Àlvarez (ex-membre i compositor de Parking), amb el seu grup.
El 2007, amb 7 anys, va tenir la seva primera guitarra i va començar a anar a classes a l'Escola de Música de Taradell. Dos anys més tard, el 2009, va començar a tocar el piano i a compondre, gravar i produir-se les seves pròpies cançons des de la seva habitació, de les quals també fa els videoclips. També crea i enregistra audios i fa doblatges per curtmetratges.
Actualment toca acompanyat per 4 membres: Oge Àlvarez (guitarra), Sergi Gutiérrez (baix), David Costa (bateria) i Pep López (guitarra i efectes).

## Discografia

### Senzills[calcitació]
- 2016: Llums dels records[1]
- 2018: Why you leave[2]
- 2018: Midnight[3]
- 2019: Confidence[4]
- 2019: Vull tornar a pensar[5]
- 2019: Don't Kill the Seals[6]
- 2019: Feelings[7]
- 2020: Desig[8]
- 2020: 'Cause I wanna fly[9]
- 2020: Perfect Day